# ASTRO-B
ASTRO-B ou Tenma (En japonais cheval des cieux  / Pégase») est un petit observatoire spatial japonais travaillant dans le domaine des rayons X. Il a été lancé le 20 février 1983 depuis la base de lancement de Tanegashima par une fusée Mu 3S1. ASTRO-B est le huitième satellite scientifique développé par l'institut de recherche spatial japonais ISAS et son deuxième observatoire à rayons X. L'observatoire spatial a fourni des données jusqu'en novembre 1985. Sa principale contribution est la découverte et l'étude de la raie du fer dans plusieurs types de sources de rayons X.

## Objectifs
Les objectifs d'ASTRO-B sont les suivants :
- Étude du  spectre des sources X avec une bonne résolution de leur énergie
- Étude des variations temporelles des sources X
- Surveillance des bouffées de rayons X ainsi que des phénomènes transitoires issus de l'ensemble du ciel
- Étude du rayonnement X mou à l'aide d'un télescope

## Caractéristiques techniques du satellite
ASTRO-B est un satellite de forme cubique de 94 cm de diamètre et de 89,5 cm de haut avec une masse de 216 kg. Quatre petits panneaux solaires déployables formant pétales fournissent l'énergie. Le satellite est spinné autour de son axe d'observation avec une vitesse faible (environ 0,5 tour par minute) contrôlée à l'aide d'une roue de réaction. À la suite de la défaillance de celle-ci, la vitesse de rotation n'a plus été contrôlée. L'orientation du satellite est maintenue à l'aide de magnéto-coupleurs.

## Charge utile
ASTRO-B emporte quatre instruments destinés à l'astronomie X :
- L'instrument principal de l'observatoire spatial est un groupe de 10 compteurs proportionnel à gaz destinés à l'étude spectrale et temporelle du rayonnement X dans la gamme d'énergie comprise entre 2  et   60 keV. L'instrument a une surface efficace totale de 800 cm2. Il permet d'obtenir une résolution spectrale d'environ 3°. La résolution spectrale est de 9,5 % pour les rayons de 6 keV soit une amélioration d'un facteur 2 par rapport aux instruments existants.
- Télescope Hadamard permettant l'étude du rayonnement X mou dans la gamme d'énergie de 0,1  à   2 keV. L'instrument comprend deux détecteurs alignés disposant d'un compteur proportionnel fournissant la position. La surface efficace est de 7 cm2 pour chaque détecteur pour une énergie de 0,7 keV. Le champ optique de 5° × 0,2°.
- Instrument assurant une surveillance permanente des sources de rayonnement de 2  à   10 keV émanant d'une grande partie de la voute céleste (45°). Il utilise un télescope Hadamard et un compteur.
- Un détecteur de sursaut gamma également utilisé pour indiquer l'entrée du satellite dans la ceinture de Van Allen.

## Déroulement de la mission
Le satellite est placé sur une orbite basse quasi circulaire (489 × 503 km)  avec une inclinaison de 31,5°. À la suite de la défaillance de la batterie en juillet 1984 la qualité des observations s'est fortement dégradée. En novembre 1985 les observations ont été arrêtées. Le satellite a effectué sa rentrée atmosphérique le 19 janvier 1989.

## Résultats
La principale contribution scientifique de ASTRO-B est la découverte de la raie spectrale du fer dans plusieurs classes de sources X. Ce type d'émission a été découvert en particulier dans les étoiles binaires de faible masse et dans la partie centrale de la Voie Lactée.